# Vârsta consimțământului sexual

Vârsta consimțământului pentru sex heterosexual în diferite țări. Australia, Mexic și Statele Unite sunt state federale în care vârsta consimțământului variază de la o unitate federativă la unitate federativă. Statele federale în care toate unitățile federative adoptă aceeași vârstă de consimțământ (de exemplu, Canada, Brazilia, India și Rusia) sunt prezentate fără diviziuni federative interne.
12
13
14
15
16
17
18
trebuie să fie căsătorit
variază în funcție de stat sau regiune administrativă / ambiguă

Vârsta consimțământului este vârsta la care o persoană este considerată a fi competentă din punct de vedere legal să își dea consimțământul la acte sexuale. În consecință, un adult care desfășoară activități sexuale cu o persoană mai mică decât vârsta de consimțământ nu poate pretinde în mod legal că activitatea sexuală a fost consensuală și o astfel de activitate sexuală poate fi considerată abuz sexual asupra copiilor sau viol statutar. Persoana sub vârsta minimă este considerată victimă, iar partenerul lor sexual infractorul, deși unele jurisdicții prevăd excepții prin „legile Romeo și Julieta” dacă unul sau ambii participanți sunt minori și au o vârstă apropiată.